# Megalonema
Megalonema es un género de peces de agua dulce de la familia Pimelodidae en el orden Siluriformes. Sus 8 especies habitan en aguas cálidas y templadas del centro y norte de América del Sur. Son denominadas comúnmente patíes de aletas negras, patíes bastardos, bagres blancos, bagres plateados, porteñitos, etc. La especie que alcanza mayor longitud (Megalonema platanum) ronda los 40 cm de largo total.

## Distribución
Megalonema habita en aguas templadas y cálidas del centro y norte de América del Sur, desde la cuenca del río Magdalena en Colombia, la cuenca del lago Maracaibo en Venezuela, en drenajes atlánticos de las Guayanas, en las cuencas del Amazonas en Ecuador, Perú, Bolivia y Brasil, en la del Orinoco, hasta la del Plata, en Paraguay, Uruguay, y el nordeste de la Argentina.

## Taxonomía
Este género fue descrito originalmente en el año 1912 por el ictiólogo estadounidense, nacido en Alemania, Carl H. Eigenmann.
Especies
Este género se subdivide en 8 especies:
- Megalonema amaxanthum Lundberg & Dahdul, 2008
- Megalonema argentinum (MacDonagh, 1938)
- Megalonema orixanthum Lundberg & Dahdul, 2008
- Megalonema pauciradiatum C. H. Eigenmann, 1919
- Megalonema platanum (Günther, 1880)
- Megalonema platycephalum C. H. Eigenmann, 1912
- Megalonema psammium L. P. Schultz, 1944
- Megalonema xanthum C. H. Eigenmann, 1912